# Championnats du monde de gymnastique artistique 1995
Navigation
Édition précédente Édition suivante
Les 31e championnats du monde de gymnastique artistique ont eu lieu à Sabae au Japon du 1er au 10 octobre 1995.

## Résultats hommes

### Concours par équipes
| Event | Gold:                                                                | Score   | Silver:                                                 | Score   | Bronze:                                                                           | Score   |
| Team  | Chine Fan Bin Huang Huadong Huang Liping Li Xiaoshuang Zhang Jinjing | 566.619 | Japon Yoshiaki Hatakeda Daisuke Nishikawa Hikaru Tanaka | 563.558 | Roumanie Dan Burinca Adrian Ianculescu Cristian Leric Nistor Sandro Marius Urzica | 561.947 |

NB: Team rosters are incomplete.

### Concours général individuel
| 1st | Li Xiaoshuang (CHN)  | 57.998 |
| 2nd | Vitaly Scherbo (BLR) | 57.499 |
| 3rd | Evgeni Chabaev (RUS) | 57.248 |

### Finales par engins

#### Sol
| 1st | Vitaly Scherbo (BLR)    | 9.812 |
| 2nd | Li Xiaoshuang (CHN)     | 9.775 |
| 3rd | Hryhoriy Misyutin (UKR) | 9.762 |

#### Cheval d'arçon
| 1st | Donghua Li (SUI)        | 9.762 |
| 2nd | Huang Huadong (CHN)     | 9.737 |
| 2nd | Yoshiaki Hatakeda (JPN) | 9.737 |

#### Anneaux
| 1st | Yuri Chechi (ITA)     | 9.850 |
| 2nd | Dan Burinca (ROU)     | 9.762 |
| 3rd | Jordan Jovtchev (BUL) | 9.750 |

#### Saut
| 1st | Aleksey Nemov (RUS)     | 9.756 |
| 1st | Hryhoriy Misyutin (UKR) | 9.756 |
| 3rd | Vitaly Scherbo (BLR)    | 9.662 |

#### Barres parallèles
| 1st | Vitaly Scherbo (BLR) | 9.812 |
| 2nd | Huang Liping (CHN)   | 9.750 |
| 3rd | Hikaru Tanaka (JPN)  | 9.725 |

#### Barre fixe
| 1st | Andreas Wecker (GER)    | 9.812 |
| 2nd | Yoshiaki Hatakeda (JPN) | 9.775 |
| 3rd | Krasimir Dounev (BUL)   | 9.750 |
| 3rd | Zhang Jinjing (CHN)     | 9.750 |

## Résultats femmes

### Concours par équipe
| Event | Gold: | Score   | Silver:                                                                  | Score   | Bronze: | Score   |
| Team  | Roumanie Simona Amânar Andreea Cacovean Gina Gogean Nadia Hategan Alexandra Marinescu Lavinia Miloşovici Claudia Presăcan | 387.865 | Chine Bi Wenjing Ji Liya Liu Xuan Mao Yanling Meng Fei Mo Huilan Qiao Ya | 386.476 | États-Unis Mary Beth Arnold Theresa Kulikowski Shannon Miller Dominique Moceanu Jaycie Phelps Kerri Strug Doni Thompson | 384.705 |

NB: At this competition, tiebreakers were not used. When two gymnasts received the same score in event finals, they both received a medal.

### Concours général individuel
| 1st  | Lilia Podkopayeva (UKR)    | 39.248 |
| 2nd  | Svetlana Khorkina (RUS)    | 39.130 |
| 3rd  | Lavinia Milosovici (ROU)   | 39.086 |
| 4th  | Simona Amanar (ROU)        | 39.049 |
| 5th  | Dominique Moceanu (USA)    | 38.886 |
| 6th  | Mo Huilan (CHN)            | 38.754 |
| 7th  | Kerri Strug (USA)          | 38.749 |
| 8th  | Dina Kotchetkova (RUS)     | 38.686 |
| 9th  | Mao Yanling (CHN)          | 38.630 |
| 10th | Elena Piskun (BLR)         | 38.530 |
| 11th | Irina Boulakhova (UKR)     | 38.462 |
| 12th | Shannon Miller (USA)       | 38.386 |
| 13th | Laetitia Bégué (FRA)       | 38.311 |
| 14th | Gina Gogean (ROU)          | 38.280 |
| 15th | Vasiliki Tsavdaridou (GRE) | 38.267 |
| 16th | Svetlana Boginskaya (BLR)  | 38.261 |
| 17th | Joana Juárez (ESP)         | 38.217 |
| 18th | Elvire Teza (FRA)          | 38.199 |
| 19th | Oksana Chusovitina (UZB)   | 38.180 |
| 20th | Mercedes Pacheco (ESP)     | 38.167 |
| 21th | Elena Grosheva (RUS)       | 37.955 |
| 22th | Monica Martin (ESP)        | 37.867 |
| 23th | Adrienn Nyeste (HUN)       | 37.855 |
| 24th | Anna Mirgorodskaia (UKR)   | 37.799 |
| 25th | Nikolett Krausz (HUN)      | 37.705 |
| 26th | Olga Yurkina (BLR)         | 37.667 |
| 27th | Meng Fei (CHN)             | 37.567 |
| 28th | Risa Sugawara (JPN)        | 37.435 |
| 29th | Isabelle Severino (FRA)    | 37.205 |
| 30th | Kyriaki Firinidou (GRE)    | 37.100 |
| 31th | Miho Hashiguchi (JPN)      | 37.086 |
| 32th | Joanna Hughes (AUS)        | 36.954 |
| 33th | Yvonne Pioch (GER)         | 36.768 |
| 34th | Virginia Karentzou (GRE)   | 36.705 |
| 35th | Soraya Carvalho (BRA)      | 36.292 |
| 36th | Irina Yevdokimova (KAZ)    | 35.168 |

### Finales par engins

#### Saut
| 1st | Simona Amanar (ROU)      | 9.781 |
| 1st | Lilia Podkopayeva (UKR)  | 9.781 |
| 3rd | Gina Gogean (ROU)        | 9.706 |
| 4th | Mo Huilan (CHN)          | 9.643 |
| 5th | Svetlana Khorkina (RUS)  | 9.618 |
| 6th | Oksana Chusovitina (UZB) | 9.612 |
| 7th | Elena Grosheva (RUS)     | 9.293 |
| 8th | Meng Fei (CHN)           | 4.831 |

#### Barres asymétriques
| 1st | Svetlana Khorkina (RUS)   | 9.900 |
| 2nd | Mo Huilan (CHN)           | 9.837 |
| 2nd | Lilia Podkopayeva (UKR)   | 9.837 |
| 4th | Alexandra Marinescu (ROU) | 9.800 |
| 5th | Lavinia Milosovici (ROU)  | 9.775 |
| 6th | Dina Kotchetkova (RUS)    | 9.737 |
| 7th | Shannon Miller (USA)      | 9.712 |
| 8th | Jaycie Phelps (USA)       | 9.687 |

#### Poutre
| 1st | Mo Huilan (CHN)           | 9.900 |
| 2nd | Lilia Podkopayeva (UKR)   | 9.837 |
| 2nd | Dominique Moceanu (USA)   | 9.837 |
| 4th | Alexandra Marinescu (ROU) | 9.737 |
| 4th | Shannon Miller (USA)      | 9.737 |
| 6th | Dina Kotchetkova (RUS)    | 9.725 |
| 7th | Qiao Ya (CHN)             | 9.625 |
| 8th | Elena Grosheva (RUS)      | 9.562 |

#### Sol
| 1st | Gina Gogean (ROU)       | 9.825 |
| 2nd | Ji Liya (CHN)           | 9.675 |
| 3rd | Ludivine Furnon (FRA)   | 9.625 |
| 4th | Mo Huilan (CHN)         | 9.600 |
| 5th | Joana Juarez (ESP)      | 9.462 |
| 6th | Simona Amanar (USA)     | 9.437 |
| 7th | Lilia Podkopayeva (UKR) | 9.087 |
| 7th | Dominique Moceanu (USA) | 9.087 |

## Tableau des médailles
| Rang | Nation      | Or | Argent | Bronze | Total |
| ---- | ----------- | -- | ------ | ------ | ----- |
| 1    | Chine       | 3  | 6      | 1      | 10    |
| 2    | Ukraine     | 3  | 2      | 1      | 6     |
| 3    | Roumanie    | 3  | 1      | 3      | 7     |
| 4    | Biélorussie | 2  | 1      | 1      | 4     |
| 4    | Russie      | 2  | 1      | 1      | 4     |
| 6    | Allemagne   | 1  | 0      | 0      | 1     |
| 6    | Italie      | 1  | 0      | 0      | 1     |
| 6    | Suisse      | 1  | 0      | 0      | 1     |
| 9    | Japon       | 0  | 3      | 1      | 4     |
| 10   | États-Unis  | 0  | 1      | 1      | 2     |
| 11   | Bulgarie    | 0  | 0      | 2      | 2     |
| 12   | France      | 0  | 0      | 1      | 1     |